# Polygonum ganderbalense
Polygonum ganderbalense är en slideväxtart som beskrevs av A.H. Munshi & G.N. Javeid. Polygonum ganderbalense ingår i släktet trampörter, och familjen slideväxter. Inga underarter finns listade i Catalogue of Life.